# 六者会合
六者会合（ろくしゃかいごう、英: Six-Party Talks、中:  六方会谈、朝: 육자 회담(南)、륙자회담(北)、露: Шестисторонние переговоры）は、主に北朝鮮の核問題に関して、解決のため関係国外交当局の局長級の担当者が直接協議を行う会議。六者とは日本、アメリカ、中国、ロシア、韓国、北朝鮮の6ヶ国を指す。六者協議（ろくしゃきょうぎ）、六ヶ国協議（ろっかこくきょうぎ）とも呼ばれる。2003年8月の第1回から2007年3月の第6回までいずれも中国の北京で計9次の会合が行なわれたが、それ以降開催されていない。

## 経過

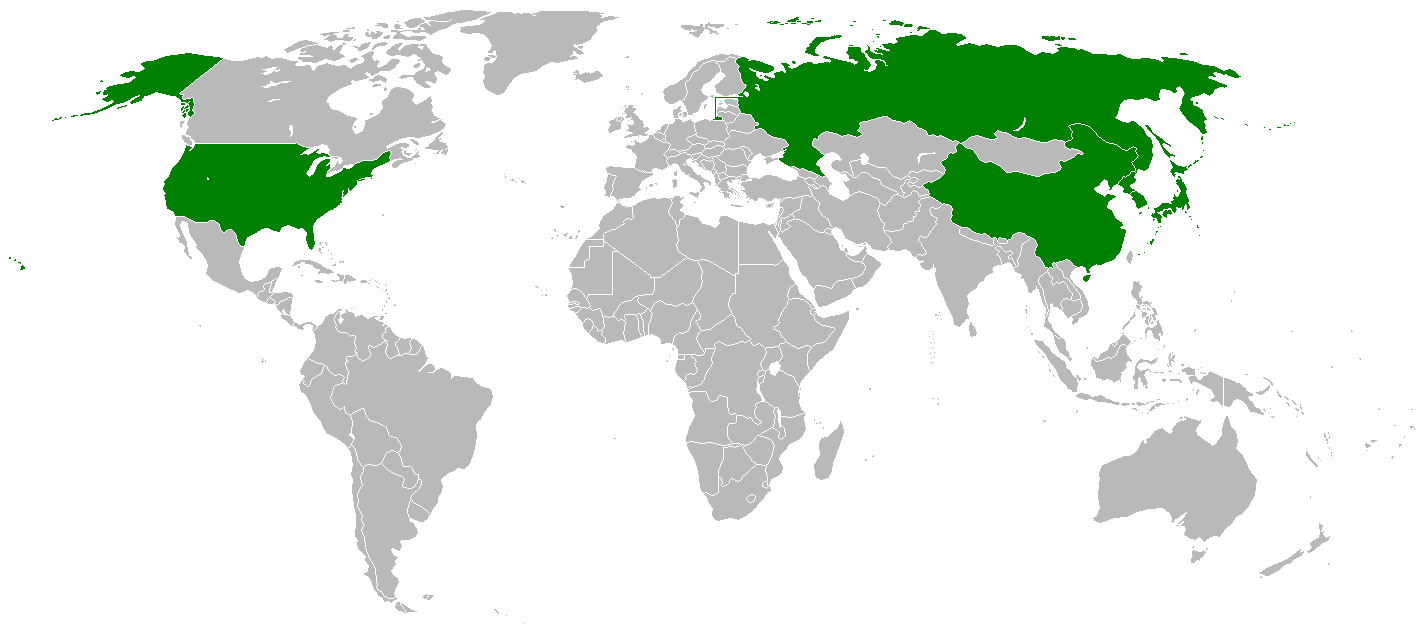
六者協議の参加国

### 米朝枠組み合意の崩壊
詳しくは北朝鮮核問題を参照のこと。
- 1994年6月、元アメリカ大統領のジミー・カーターが訪朝し、朝鮮労働党総書記兼北朝鮮国家主席の金日成と会談
- 1994年10月、アメリカと北朝鮮の間に米朝枠組み合意が成立
  1. 北朝鮮の黒鉛減速炉および関連施設を軽水炉に転換する。このために国際事業体(an international consortium)を組織し、2003年までに軽水炉2機（発電容量約2000MW）を建設する
  2. アメリカは軽水炉1号機が完成するまで、北朝鮮に対して代替エネルギー（年間50万tの暖房・発電用重油）を供給する
  3. 北朝鮮は黒鉛減速炉と関連施設の建設を凍結し、最終的にはこれらを解体する
  4. 米朝は国交正常化に向けて行動する
- 1995年3月、朝鮮半島エネルギー開発機構(KEDO)発足
- 2000年6月、南北首脳会談後、南北閣僚会議発足
- 2001年9月11日、アメリカ同時多発テロ事件発生
- 2002年9月17日、日朝首脳会談、日朝平壌宣言
  - 「朝鮮半島の核問題の包括的な解決のために、該当するすべての国際的合意を順守すること」を確認した
- 10月3日 - 5日、アメリカ国務次官補のジェイムズ・ケリーが訪朝（ケリー訪朝）。北朝鮮の高濃縮ウラン(HEU)計画への懸念を示したケリーに対し、外務次官の姜錫柱が計画の存在を認めた。
- 10月16日、アメリカ国務省が北朝鮮が高濃縮ウラン計画を認めたとする声明を発表
- 11月15日、KEDO理事会が北朝鮮への重油供給を中断することで合意
- 11月29日、IAEA理事会が北朝鮮の高濃縮ウラン計画を非難する決議を採択
- 12月12日、北朝鮮が核施設の監視カメラ除去を開始
- 12月27日、北朝鮮がIAEA査察官の国外退去を発表
- 2003年1月10日、北朝鮮がNPTからの脱退を宣言
- 2月12日、IAEA緊急理事会が、北朝鮮の核開発問題を国連安保理に付託

北朝鮮には米朝二者での交渉を行い、核問題を米朝不可侵条約の締結と引き換えにする狙いがあったとされる。これに対しアメリカは、イラク問題への対応と北朝鮮への不信感から二者間の交渉に応じず、北朝鮮にとって当時貿易の3割超を占めて経済的に依存かつ中朝友好協力相互援助条約で唯一軍事同盟を結ぶ国だった中国に働きかけた。中国は当初消極的であったが、イラク戦争の開戦（3月20日）による衝撃から仲介に乗り出し、米中朝三者協議、さらに他の周辺国も巻き込んだ多国間対話として六者会合が始まったと言われている。当初北朝鮮は対話を拒否するも、中国が3日間原油供給を停止したことで態度を翻したともされている。

### 三者協議
各国首席代表
 アメリカ: ジェイムズ・ケリー（東アジア・太平洋担当国務次官補）
 中国: 王毅（外交部副部長）
 北朝鮮: リ・グン[李根]（外務省米州副局長）
- 2003年4月23日 - 25日、北京の釣魚台国賓館で開催
- 北朝鮮は「一括妥結方式」による4段階の解決案を提示した[6]

|         | アメリカ                                 | 北朝鮮                             |
| ------- | ---------------------------------------- | ---------------------------------- |
| 第1段階 | 重油提供を再開、食糧支援を拡大           | 核計画放棄の意図を表明             |
| 第2段階 | 不可侵条約を締結、KEDO遅延電力喪失を補償 | 核施設と核物質を凍結し、査察を許容 |
| 第3段階 | 日朝・米朝国交正常化                     | ミサイル問題を妥結                 |
| 第4段階 | 軽水炉を完工                             | 核施設を解体                       |

- 北朝鮮は使用済み核燃料棒8000本の再処理を明らかにし、核の保有・製造・移転を示唆した
- アメリカは全ての核開発の完全かつ恒久的な廃棄を求めた

### 第1回までの出来事
- 2003年5月23日、アメリカのテキサス州クロフォードで日米首脳会談。日本の内閣総理大臣である小泉純一郎は「対話と圧力」を明言。
- 5月27日、中国共産党総書記兼中国国家主席の胡錦濤がロシアを訪問し、大統領のウラジーミル・プーチンと中露首脳会談。武力による圧力回避を強調。
- 6月9日、韓国大統領の盧武鉉が来日。日韓首脳会談。「対話と圧力」の原則で一致するも、盧武鉉は「より対話に重きをおきたい」とした。
- 7月14日、中国外務次官の戴秉国が訪朝し、総書記の金正日と会談
- 7月18日、外務次官の戴秉国が訪米し、国務長官のコリン・パウエルと会談
- 7月31日、ニューヨークで米朝が接触。三者（アメリカ、中国、北朝鮮）に日本、ロシア、韓国を加えた六者会合の開催で合意。

## 第1回
各国首席代表

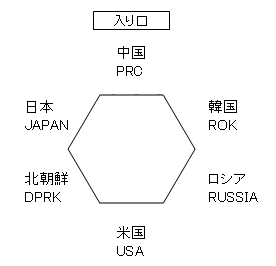
六者会合の座席図

 日本: 藪中三十二（外務省アジア大洋州局長）
 アメリカ: ジェイムズ・ケリー（東アジア・太平洋担当国務次官補）
 中国: 王毅（外交部副部長） ※議長
 ロシア: アレクサンドル・ロシュコフ（外務次官）
 韓国: 李秀赫（外交通商部次官補）
 北朝鮮: 金永日（外務次官）
- 2003年8月27日 - 29日、北京の釣魚台迎賓館で開催
- 北朝鮮は「一括妥結方式」による解決を改めて主張
- 「核抑止力」を背景とした金永日の恫喝に対し、ロシュコフは隣の部下に「君の担当している国（北朝鮮）は、狂っている」とささやいた。この発言はマイクのスイッチの切り忘れにより会議場に流れたという[7]。
- アメリカは完全な核放棄まで見返りを与えないとする立場をやや軟化させた。また「脅威を与える意図はなく、侵略あるいは攻撃する意図もなく、体制変更を求める意図もない、という3つのNO」を提示した。
- 共同文書は発表されず、中国が議長総括を口頭で発表した。次回会合の日程も未定となった。

### 第1回と第2回の間の出来事
- 2003年10月2日、北朝鮮が核燃料の再処理で得たプルトニウムの用途転用を発表
- 2004年1月6日 - 10日、アメリカの核専門家が訪朝。北朝鮮がプルトニウムと見られる物質を見せる。
- 1月20日、アメリカ大統領のジョージ・ウォーカー・ブッシュの一般教書演説。北朝鮮を「世界で最も危険な政権」と批判。
- 2月2日、パキスタンから北朝鮮への核技術の流出が明らかになる

## 第2回
各国首席代表
 日本: 藪中三十二（外務省アジア大洋州局長）
 アメリカ: ジェイムズ・ケリー（東アジア・太平洋担当国務次官補）
 中国: 王毅（外交部副部長） ※議長
 ロシア: アレクサンドル・ロシュコフ（外務次官）
 韓国: 李秀赫（外交通商部次官補）
 北朝鮮: 金桂冠（外務次官）
- 2004年2月25日 - 28日、北京の釣魚台国賓館で開催
- 北朝鮮は核廃棄の対象を「核兵器計画」に限定することを主張し、核の平和利用は除外することを主張した。高濃縮ウランの存在とパキスタンとの関係は否定した。
- アメリカはCVID（Complete, Verifiable, and Irreversible Dismantlement; 完全で検証可能かつ不可逆的な核廃棄）を主張した
- 次回会合のための作業部会を設置することで合意した。共同文書の策定は見送られ、議長総括が発表された。

### 第2回と第3回の間の出来事
- 2004年5月22日、日朝首脳会談
- 5月12日 - 15日、第1回作業部会
- 6月21日 - 22日、第2回作業部会

## 第3回
各国首席代表
 日本: 藪中三十二（外務省アジア大洋州局長）
 アメリカ: ジェイムズ・ケリー（東アジア・太平洋担当国務次官補）
 中国: 王毅（外交部副部長） ※議長
 ロシア: アレクサンドル・ロシュコフ（外務次官）
 韓国: 李秀赫（外交通商部次官補）
 北朝鮮: 金桂冠（外務次官）
- 2004年6月23日 - 25日、北京釣魚台迎賓館で開催
- 北朝鮮は敵視政策の放棄を条件として、核兵器関連の計画放棄の意向を表明した
- アメリカはCVIDという言葉を使わず、新しい提案を行った。北朝鮮も提案を行った。
- 北朝鮮の核凍結を非核化への第一段階と位置付けることで意見の一致を見た
- ホスト国の中国が議長声明を発表した

### 第3回と第4回の間の出来事
- 2005年1月18日、アメリカ大統領補佐官のコンドリーザ・ライスが、議会公聴会で北朝鮮を「圧制の拠点」と証言した
- 2月10日、北朝鮮外務省は六者会合への参加を無期限に中断すると声明。核兵器の製造・保有を公式に宣言。
- 3月22日、韓国大統領の盧武鉉が「北東アジアのバランサーを目指す」と宣言（バランサー発言）
- 5月31日、アメリカ大統領のブッシュが記者会見の席で、金正日を「ミスター」の敬称を付けて呼ぶ
- 6月3日、北朝鮮外務省が「ミスター」の呼称に反応し、六者協議の雰囲気作りに寄与すると評価
- 6月15日 - 17日、韓国統一部長官の鄭東泳が北朝鮮を訪問。金正日と会談。
- 7月12日、韓国政府が北朝鮮へ200万kWの電力を直接供給する計画を発表（安重根計画）

## 第4回

### 第4回 第1フェーズ
各国首席代表
 日本: 佐々江賢一郎（外務省アジア大洋州局長）
 アメリカ: クリストファー・ヒル（東アジア・太平洋担当国務次官補）
 中国: 武大偉（外交部副部長） ※議長
 ロシア: アレクサンドル・アレクセーエフ（外務次官）
 韓国: 宋旻淳（外交通商部次官補）
 北朝鮮: 金桂冠（外務次官）
- 2005年7月26日 - 8月7日、北京で開催
- 北朝鮮以外の5ヶ国が、中国の提示した共同文書草案（第4次案）に同意した
- 北朝鮮は核の平和利用にこだわり、また軽水炉の提供を要求した

### 第4回 第2フェーズ
各国首席代表
 日本: 佐々江賢一郎（外務省アジア大洋州局長）
 アメリカ: クリストファー・ヒル（東アジア・太平洋担当国務次官補）
 中国: 武大偉（外交部副部長） ※議長
 ロシア: アレクサンドル・アレクセーエフ （外務次官）
 韓国: 宋旻淳（外交通商部次官補）
 北朝鮮: 金桂冠（外務次官）
- 2005年9月13日 - 19日、北京で開催
- 2005年9月19日、6ヶ国が初めての共同声明を発表。北朝鮮の核兵器放棄に合意。

### 第4回と第5回の間の出来事
- 2005年9月15日、アメリカ財務省が官報でマカオのバンコ・デルタ・アジア(BDA)を「マネーロンダリングの主要懸念先」金融機関に指定。愛国者法第311条に基づく特別措置として、全米金融機関にBDAとの取引を禁止した。六者会合と平行しているが、当時はさほど注目されなかった。
- 2005年9月28日、マカオ政府がBDAを管理下に置き、約2400万ドルの北朝鮮関連口座を凍結した。北朝鮮の銀行が20、北朝鮮の貿易会社が11、北朝鮮の個人が9、マカオの個人・企業が4の約50口座が凍結されたと伝えられる[8]。

## 第5回

### 第5回 第1フェーズ
各国首席代表
 日本: 佐々江賢一郎（外務省アジア大洋州局長）
 アメリカ: クリストファー・ヒル（東アジア・太平洋担当国務次官補）
 中国: 武大偉（外交部副部長） ※議長
 ロシア: アレクサンドル・アレクセーエフ（外務次官）
 韓国: 宋旻淳（外交通商部次官補）
 北朝鮮: 金桂冠（外務次官）
- 2005年11月9日 - 11日、北京で開催し、全体会で議長声明を発表

### 第5回 第1フェーズと第2フェーズの間の出来事
- 2006年7月5日、北朝鮮が日本海に向けて7発の弾道ミサイルを発射（→北朝鮮によるミサイル発射実験 (2006年)を参照のこと）
- 7月15日、国連安全保障理事会が決議1695を採択。北朝鮮はこれを拒否。
- 10月6日、国連安保理が議長声明を発表
- 10月9日、北朝鮮が「核実験成功」を宣言
- 10月12日 - 10月21日、六者会合に参加する各国間で活発な外交交渉が行われた
  - 10月12日、国務委員の唐家璇が訪米し、ブッシュ（大統領）、ライス（国務長官）、ハドリー（安保担当大統領補佐官）と会談
  - 10月13日、唐家璇（国務委員）が訪露し、イーゴリ・イワノフ（安保会議書記）、セルゲイ・ラブロフ（外相）と会談。盧武鉉（大統領）が訪中し、温家宝（国務院総理）や胡錦濤（党総書記兼国家主席、と会談。
  - 10月14日、唐家璇がプーチン（大統領）、セルゲイ・イワノフ（副首相兼国防相）と会談
  - 10月16日、盧武鉉（大統領）がプーチン（大統領）と電話会談
  - 10月17日、ミハイル・フラトコフ（ロシア首相）が訪韓し、盧武鉉（大統領）や韓明淑（首相）と会談
  - 10月18日、ライス（国務長官）が来日し、麻生太郎（外務大臣）と日米外相会談
  - 10月19日、ライス（国務長官）が安倍晋三（内閣総理大臣）と会談。その後麻生（外務大臣）と共に韓国を訪問し、潘基文（外交通商部長官）と日米韓外相会談。唐家璇（国務委員）が訪朝し、金正日（国防委員長）と会談。
  - 10月20日、ライス（国務長官）が訪中し、李肇星（外相）、唐家璇（国務委員）、温家宝（国務院総理）、胡錦濤（党総書記兼国家主席）と会談。麻生（外務大臣）はソウルで盧武鉉（大統領）、潘基文（外交通商部長官）と会談。
  - 10月21日、ライス（国務長官）が訪露し、セルゲイ・ラブロフ（外相）、セルゲイ・イワノフ（副首相兼国防相）、プーチン（大統領）と会談
- 10月15日、国連安全保障理事会が決議1718を全会一致で採択。国連初の北朝鮮に対する制裁措置であり、六者会合への復帰が要求された。

### 第5回 第2フェーズ
各国首席代表
 日本: 佐々江賢一郎（外務省アジア大洋州局長）
 アメリカ: クリストファー・ヒル（東アジア・太平洋担当国務次官補）
 中国: 武大偉（副部長） ※議長
 ロシア: セルゲイ・ラゾフ（駐中国大使）
 韓国: 千英宇（外交通商部韓半島平和交渉本部長）
 北朝鮮: 金桂冠（外務次官）
- 2006年12月18日から22日まで五日間にわたり北京で開催された
- 出来るだけ早期に次回協議を開くことを確認した議長声明を発表して再度休会した

### 第5回 第2フェーズと第3フェーズの間の出来事
- 2007年1月16日 - 17日、ベルリンで米朝首席代表による会談が行われ、六者会合の再開と共同声明履行の方策について話し合われた[9]
- 1月30日 - 31日、北朝鮮に対するアメリカの金融制裁を巡る第2回米朝実務者会合が行われた。アメリカはグレーザー（テロ資金・金融犯罪担当財務副次官補）、北朝鮮は呉光哲（国家財政金融委員会副委員長）が代表を務めた。会合の中でアメリカは、凍結中のバンコ・デルタ・アジア(BDA)の北朝鮮関連口座について調査内容を報告し、北朝鮮の不法行為に関する議論を行った。
- 1月30日、中国外交部は六者会合が2月8日から北京で開かれると発表した
- 2月6日、NHKは六者会合の再開に先立ち来日したクリストファー・ヒル（国務次官補）にインタビューを行い「私の友人の中国外交官は（拉致問題に固執する）日本政府の態度に不満を持っている」として、ヒルに「日本政府を説得することができますか？」と尋ねた。これに対し、ヒルは「私はあなたの友人が中国外務省の誰なのか知りませんが、私の話した中国外務省の人々は、これが日本にとって大きな問題であることを理解しています」と応じた[10]。

### 第5回 第3フェーズ
各国首席代表
 日本: 佐々江賢一郎外務省アジア大洋州局長
 アメリカ: クリストファー・ヒル（東アジア・太平洋担当国務次官補）
 中国: 武大偉（副部長） ※議長
 ロシア: アレクサンドル・ロシュコフ（外務次官）
 韓国: 千英宇（外交通商部韓半島平和交渉本部長）
 北朝鮮: 金桂冠（外務次官）
- 2007年2月8日から13日まで、北京の釣魚台国賓館で開催された
- 会合当初、アメリカおよび北朝鮮の首席代表は慎重ながらも楽観的な見通しを表明していた。金桂冠（外務次官）は、2005年9月の共同声明に基づき「初期段階措置」を受け入れる用意があると語った[11]。
- 中国は2月9日に合意文書の草案を提示した。それは2005年9月の共同声明の実施を元にしており、以下の内容が明記された[12]。
  1. 北朝鮮が寧辺の黒鉛減速炉を初めとする5ヶ所の核関連施設の稼動を2ヶ月を目処に停止すること
  2. 北朝鮮を除く5ヶ国が見返りとしてエネルギー支援を行うこと
  3. 「朝鮮半島の非核化」「経済・エネルギー支援」「日朝関係正常化」「米朝関係正常化」「北東アジアの安保協力」の5つの作業部会を設置すること
- しかし、中国が提示した合意文書案に関して協議を進めるにつれ、北朝鮮が核放棄に向けて取るべき「初期段階措置」の内容や、他の5ヶ国が提供する「見返り」について意見の対立が表面化した。北朝鮮は「初期段階措置」の見返りに大規模なエネルギー支援を要求し、また開始時期や支援の規模を明確化するよう求めた。アメリカに対しても金融制裁の解除やテロ支援国家の指定解除を求めた。ロシュコフ（外務次官）は北朝鮮が「重油と電力を合わせた支援」を要求しているとし、200万kWの電力、200万tの重油など法外な要求を打ち出していると語った[13]。
- 2月11日、朝鮮総連機関紙の朝鮮新報（電子版）は1月に行われたベルリンでの米朝首席代表会合において、アメリカが金融制裁を30日以内に解除すると約束したとし、アメリカが背信行為を働いていると非難した。これは協議が難航していた機会を捉えて報じられたため、内外の新聞社や通信社等に広く伝えられた。
- 佐々江賢一郎（外務省アジア大洋州局長）は、2月8日の基調演説で寧辺の核関連施設の停止・封印(shutdown seal)を主張した[14]。また北朝鮮への直接支援は、日本人拉致問題の進展が条件となると主張した。日本国内においても、安倍晋三、麻生太郎、塩崎恭久（官房長官）が同様の発言を繰り返した。
- 2月13日午後、全体会合において共同文書を採択した[15]。合意内容は次の通り。
  1. 北朝鮮が60日以内に寧辺の核関連施設（再処理施設を含む）の停止(shut down)および封印(seal)を行い、IAEAによる監視を受け入れる（初期段階措置）
  2. 北朝鮮は放棄の対象となる核開発計画（使用済み燃料棒から抽出されたプルトニウムを含む）の一覧表について、他の五者と協議する
  3. 他の5ヶ国は見返りの緊急エネルギー支援として重油5万tを支援する。北朝鮮が施設を無力化(disablement)することで、95万トンの重油に相当する規模を限度とする経済・エネルギー・人道支援を行う。
  4. アメリカと北朝鮮は国交正常化のための協議を始めると共に、アメリカは北朝鮮のテロ支援国家の指定解除や対敵通商法の適用終了の作業を進める
  5. 日本と北朝鮮は国交正常化のための協議を始める
  6. 「朝鮮半島の非核化（議長:中国）」「経済・エネルギー支援（議長:韓国）」「日朝関係正常化（議長:日本・北朝鮮）」「米朝関係正常化（議長国:アメリカ・北朝鮮）」「北東アジアの安保協力（議長国:ロシア）」の5つの作業部会を設置する
  7. 初期段階の措置が実施された後、六者による外相級閣僚会議を行う
- 日本は拉致問題が進展するまで、見返りのエネルギー支援には参加しないことを表明した

## 第5回と第6回の間の出来事
- 2007年2月27日、盧武鉉（大統領）がインターネットニュースメディアと会見し、北朝鮮の核開発は「相手からの脅威に対応するため、脅かされないよう交渉するためなどの目的で核兵器を開発することはあり得る」との認識を示した
- 2月27日 - 3月2日、韓国と北朝鮮の第20回南北閣僚会談が平壌で行われた
- 3月1日、金桂冠（外務次官）が米朝国交正常化に関する作業部会（5日 - 6日）のため、アメリカを訪問。2000年10月の趙明禄（国防委員会第一副委員長）以来最も地位の高い官僚の訪米。
- 3月2日、ニューヨークで米韓外相会談
- 3月3日、ニューヨークで南北首席代表会合

千英宇は北朝鮮が初期段階履行措置の実行に強い意欲を持っていると語った。また、経済・エネルギー支援問題に対して踏み込んだ話合いが行われたという。
- 同日、金桂冠（外務次官）が民間団体「アメリカ外交に関する全国委員会」と懇談
- 同日、宋旻淳（外交通商部長官）が潘基文（国連事務総長）、千英宇（韓半島平和交渉本部長）、崔英鎮（国連大使）と会食[17]
- 3月5日 - 6日、米朝国交正常化に関する作業部会。アメリカはヒル、北朝鮮は金桂冠が代表を務めた。
- 3月7日 - 8日、ハノイで日朝国交正常化に関する作業部会。日本は原口幸市（日朝国交正常化交渉担当大使）、北朝鮮は宋日昊（日朝国交正常化交渉担当大使）が代表を務めた。
- 3月7日 - 10日、李海瓚（元首相・大統領特別補佐官）が北朝鮮側民族和解協議会（民和協）の招待を受け、平壌を訪問
- 3月11日 - 12日、李海瓚が中国を訪問
- 3月13日 - 14日、IAEA(国際原子力機関)事務局長のエルバラダイが訪朝。原子力総局長の李済善などと会談。
- 3月14日、アメリカ財務省はバンコ・デルタ・アジア(BDA)が北朝鮮の違法行為に関与していたとして、アメリカの金融機関との取引禁止を発表した。マカオ政府が凍結した2500万ドルの北朝鮮関連口座の解除は、マカオ当局の判断に任される事になった。
- 3月15日、北京の韓国大使館で「経済及びエネルギー協力」に関する作業部会が開かれた。北朝鮮が初期段階措置を履行した場合に行われる重油5万t相当の支援は、韓国が単独で行う事に合意した。
- 3月16日、北京のロシア大使館で「北東アジアの平和および安全のメカニズム」に関する作業部会が開かれた
- 同日、エルバラダイ（事務局長）が北京で須田明夫（北朝鮮核問題担当大使）、ヒル、千英宇と協議を行った
- 3月17日 - 18日、北京の釣魚台迎賓館で「朝鮮半島の非核化」に関する作業部会が開かれた

## 第6回
各国首席代表
 日本: 佐々江賢一郎（外務省アジア大洋州局長）
: クリストファー・ヒル（東アジア・太平洋担当国務次官補）
 中国: 武大偉（副部長） ※議長
 ロシア: アレクサンドル・ロシュコフ（外務次官）
 韓国: 千英宇（外交通商部韓半島平和交渉本部長）
 北朝鮮: 金桂冠（外務次官）
- 2007年3月19日から21日まで、北京の釣魚台国賓館で開催された
- 3月19日、アメリカ財務次官補代理（テロ資金・金融犯罪担当）のグレーザーはバンコ・デルタ・アジア (BDA) で凍結されている北朝鮮関連口座の資金を返還することで北朝鮮と合意したと発表した[18]
  - 資金は北京の中国銀行にある朝鮮貿易銀行の口座に移され、人道主義・教育の目的のために使用されるとした
  - BDAに対する「マネーロンダリングの主要な懸念先」の指定は継続するとし、国際金融制度の中で違法行為を行う金融機関は許容されないと述べた
- 各国主席代表の基調演説の内容は次の通り[19]。
  - 武大偉（副部長）は今回会合で(1)各作業部会の進捗報告、(2)初期段階措置の行動の具体化、(3)「次の段階」の準備と討議を行うとした
  - 佐々江賢一郎（外務省アジア大洋州局長）は「初期段階措置」の実施の必要性を主張した。また日朝平壌宣言に従った国交正常化に取り組むとして、拉致問題を含めた懸案を含めて北朝鮮に誠意ある対応を求めた。
  - ヒル（国務次官補）は、五つの作業部会の開催に意義があるとし、六者の外相会談開催を期待するとした
  - 金桂冠（外務次官）は六者の信頼醸成が必要とし「言葉対言葉」「行動対行動」の原則が守られるなら、核施設の停止・封印とIAEAの査察を受け入れる用意があるとした
- 3月20日、北朝鮮はBDAで凍結されている資金の返還を確認できないとして首席代表会合への参加を拒否し、アメリカ・韓国との二国間協議のみを行った
- 3月22日、実質的協議に入れないまま休会した。武大偉はBDAで凍結されている北朝鮮の資金を「技術的な問題」で移管できなかったことが休会の原因とした[20]。
  - マカオ当局は通常の銀行間取引と同様に、口座名義人の依頼に基づいて中国銀行(Bank of China)へ送金しようとした。しかし、北朝鮮の提出した送金依頼書に署名がないという不備や、名義人が死亡したり北朝鮮に帰国していたため、名義人の本人確認が難航したという[21]。
  - 受け皿とされた中国銀行は、北朝鮮資金の受け入れに難色を示した。これは国際金融市場で信用を毀損するのを恐れたためと言われている
  - ヒルによれば、中国銀行への送金は、北朝鮮が中国と議論して提案したものだとされている[22]

## 第6回の後の出来事
- 2009年

4月5日、北朝鮮は、「人工衛星」だとするロケットを発射した。日本の防衛省によれば、発射された「飛翔体」から切り離された1段目のロケットは秋田県の西約280kmの日本海に落下したと推測。2段目のロケットは日本の東2100kmの太平洋上までレーダーで追尾したが、その後は確認できなかったとしている。北朝鮮は国際機関に4日から8日の午前11時から午後4時の間に「人工衛星」を打ち上げると伝えていた。
4月14日、北朝鮮外務省は、国連安全保障理事会の議長声明に反発し、核兵器開発の再開と六ヶ国会合からの離脱を表明する声明を発表した。
4月20日、北京で開かれたIAEAの原子力エネルギーに関する第2回閣僚級会合で、IAEA事務局長のエルバラダイは北朝鮮の核問題について、対話が唯一の解決法だとの認識を示した。
4月21日の夜、韓国と北朝鮮は、北朝鮮の開城工業団地で政府当局間接触を行った。これに先立ち同日午前から事前協議を開いていたが意見が対立し、正式な接触は夜にずれ込んだが、協議は20分で終了した。
5月25日、北朝鮮は2度目となる核実験を実施したと発表。
10月、中国首相の温家宝が訪朝。
11月30日、北朝鮮が物価を安定させる、として「貨幣改革」（いわゆるデノミ）を断行。物価が断行前から30倍になるなど更に高騰、市場閉鎖、餓死者が発生するなど国内で大混乱を招いた。
- 2010年

3月26日、韓国哨戒艦沈没事件が起こる。
5月、総書記の金正日が訪中、この会談で中国側の北朝鮮に対する不快感が明らかになった。
7月9日、国連安保理は、韓国の哨戒艦沈没事件に関して公式会合を開き、「沈没に至った攻撃を非難する」とした議長声明を全会一致で採択した。
7月12日、在韓国連軍司令部（米軍主体）は、韓国哨戒艦沈没事件について北朝鮮側と13日に板門店で大佐級の実務者協議を行うと発表した。
7月15日、在韓国連合軍司令部は、北朝鮮との大佐級協議が行われ、将官級会談を開催することで原則合意した、と発表。開催日時は今後決める。
7月25日、米韓両国軍は、日本海で過去最大級の合同演習を開始した。目的は、米韓両国軍の強大な軍事力を誇示し北朝鮮の新たな挑発行動を抑止することである。演習には米韓の陸海空3軍と海兵隊の約8000人、艦艇約20隻と航空機が約200機が参加する予定である。
8月2日、インドネシアを訪問している北朝鮮外相のパク・ウィチュンは、外相のマルティとの会談で「平等な立場なら六者会合に復帰する」との立場を示した。「平等な立場」は制裁解除を指すとみられている。
8月30日、アメリカ財務省は対北朝鮮追加制裁を発表した。武器取引、贅沢品の調達や貨幣偽造、麻薬取引などの違法活動に関係する個人・団体が対象となる。この措置の目的は、北朝鮮指導部の資金調達源を絶つことと見られている。
9月27日、朝鮮中央放送が、金正日が10月10日付で三男の金正恩ら6人を朝鮮人民軍の大将に昇進させる命令を発したと報道。また翌9月28日に開催された朝鮮労働党代表者会において中央委員に選出され、同日に開かれた中央委員会総会で中央軍事委員会副委員長に選出されたと報じた。これらの動きにより金正日の後継者としての地位が確定したとみなされている。これ以降、金正恩の動静が詳細にメディアに露出するようになる。
10月27日　離散家族再会活動の拡大と恒例化に関して赤十字の韓国と北朝鮮の各部署関係者が2日間話し合いを行ったが合意に達しなかった。また、国連軍と北朝鮮も板門店で会合を持ったが、次回会合開催の合意に達しなかった。
11月23日、北朝鮮による延坪島砲撃事件が発生、韓国と北朝鮮の関係が一気に悪化。
11月28日、アメリカと韓国は、同日から翌12月1日までののべ4日間、中国の排他的経済水域外の黄海（韓国・北朝鮮では西海（ソヘ）と呼ぶ）上で7月を上回る規模の米韓合同軍事演習が実施された。
同日、議長国の中国は延坪島砲撃事件の事態収拾のため、日本時間午後5時30分「重大な発表」として12月上旬の緊急協議開催を提案した。しかし日米韓は「まずは北朝鮮によるこれ以上の挑発行為の停止が大前提だ」として、これに慎重な態度を示し事実上拒否した。
11月29日、ウィキリークスにより流出した約25万点にも及ぶアメリカ外交公電の中に、中国が、友好国であるはずの北朝鮮に対して批判したとされる内容や、韓国による南北統一に言及したとされる内容を含んでいたことが発覚、さらに、北朝鮮も友好国であるモンゴルとの協議で、中国とロシアへの批判を繰り返していたことも発覚した。
12月8日から9日、中国副首相級国務委員の戴秉国が訪朝し、金正日と会談、六ヶ国協議再開に積極的だったとした。
12月13日、北朝鮮外相の朴宜春はロシア・モスクワを訪問。外相のセルゲイ・ラブロフと会談、ロシアは6ヶ国協議の早期再開を支持し、北朝鮮に対し柔軟姿勢を示すよう促した。
12月20日、ロシアの要請により国連安保理は日本時間20日未明から6時間にも及ぶ緊急会合を開催したが、北朝鮮を非難する文面をめぐって各国が対立、特に、日米などが昨月11月の韓国・延坪島への砲撃を文面化するよう求めたのに対し、中国が強く反発、対立は解消されずにこの日の声明発表には至らなかった。
12月20日、訪朝中のニューメキシコ州知事であるビル・リチャードソンに対し、寧辺の核施設に対するIAEA監視要員の復帰に同意するとの立場を伝えたとCNNが報じた。監視要員の復帰に北朝鮮が何らかの条件を付けたかどうかは不明としている。
- 2011年

1月、アメリカは、北朝鮮政策特別代表のスティーブン・ボズワースが3日から7日までの日程で韓国、中国、日本を順に訪問。続いて国防長官のロバート・ゲーツも9日から14日にかけ、韓国、中国、日本を訪問。中国外相の楊潔篪もアメリカ国務長官のクリントンの招きで、3日から7日まで訪米。日本の外務大臣である前原誠司は14、15の両日、韓国を訪問。4日のアメリカのボズワースと中国特別代表の武大偉との会談を受けて、北朝鮮は「対話と交渉のみが、現在の難局を打開できる」などと、韓国側に無条件での会談を提案した。
5月頃、SVR(ロシア対外情報庁)長官のミハイル・フラトコフが訪朝して金正日と会談。以来、ロシアによる北朝鮮へのエネルギー協力、食糧援助などが表明された。
8月20日、金正日がロシアの北シベリア・ウランウデを訪問、24日にメドヴェージェフ大統領と会談。以降断続的に、110億ドル（日本円にして8400億円）に上る対ロシア債務の帳消し、軍事交流の強化などが表明された。
10月23日、中国副首相の李克強が訪朝して金正日と会談、後継者に指名された金正恩も同席し、首相の崔永林と経済技術協力協定を署名した。
10月24日から2日間にわたり、アメリカの北朝鮮政策特別代表であるボズワースら、北朝鮮第1外務次官の金桂寛らが参加し、スイスのジュネーブで「核問題をめぐるアメリカ-北朝鮮の協議」を計7時間余りにわたって会談が行われたが、ウラン濃縮活動の即時停止については結論が出なかった。
12月7日、アメリカの北朝鮮政策特別代表であるグリン・デービース（後任）、六ヶ国協議担当特使のクリフォード・ハートが訪韓、後に日本、中国も訪問。
12月16日、アメリカの北朝鮮人権特使であるロバート・キングと北朝鮮外務省米州局長の李根が、北京のアメリカ大使館で約2時間に渡って意見を交わした。北朝鮮側から、アメリカ・韓国が要求する「非核化事前措置」を受け入れることができると表明された。
12月18日、アメリカが北朝鮮に向けて相当量の食糧支援を発表すると報じられた。
12月19日、金正日の死去が報じられた。
- 2013年

7月25日、朝鮮戦争休戦60周年記念行事出席のため訪朝した中国国家副主席の李源潮が北朝鮮に6ヶ国協議への復帰を促し、金正恩は6ヶ国協議再開に向けた中国の努力を支持するとだけ述べた。
- 2015年

10月9日、朝鮮労働党創建70周年記念行事出席のため訪朝した中国共産党中央政治局常務委員の劉雲山が6ヶ国協議への復帰を呼びかけるも金正恩から回答はなかった。
- 2016年

1月22日、韓国大統領の朴槿恵が「北朝鮮を除く5ヶ国協議を試みるなど多様な方法を見つけなければならない」と述べるもロシア外相のラブロフは「北朝鮮の孤立を招く」として否定的な見解を示した。
- 2017年

4月、2017年北朝鮮危機でアメリカと北朝鮮の間で緊張が高まる中行われた日露首脳会談において大統領であるプーチンが六者会合の再開を提唱したが、内閣総理大臣の安倍はただちに再開することに否定的な見解を示した。
8月、六者会合議長の武大偉が孔鉉佑と交代し、引退した。
10月、元アメリカ国務長官のヒラリー・クリントンが「6ヶ国協議」が必要と主張。
- 2018年

3月26日、最高指導者就任後初の外遊で訪中した朝鮮労働党委員長の金正恩が中国共産党総書記の習近平との首脳会談で6ヶ国協議復帰の意向を表明。
- 2019年

4月25日、ロシア大統領のプーチンは訪露した金正恩との初の露朝首脳会談後の会見で北朝鮮の非核化には6ヶ国協議の参加国による多国間の保証が必要と述べた。